# O'FREE
O'FREE（日语：オフリー）是一种日本的砖包饮料产品，1990年代由雪印乳业推出。

## 概要
这是雪印乳业于1990年3月开始销售的一系列饮料。
该饮料使用的包装均为砖包（日语：ブリックパック），容量为250毫升，其中乳制品系列可在未开封状态下常温保存60天，其他的非乳饮料则可常温保存90天。

## 系列产品

### 含乳饮料
- カフェ・オ・レ
- イチゴ・オ・レ - 果汁含量3%（草莓味）
- バナナ・オ・レ - 果汁含量6%（香蕉味）
- メロン・オ・レ - 果汁含量6%（哈密瓜味）
- ティー・オ・レ

### 其他饮料
- 橙子（オレンジ） - 果汁含量30%
- 苹果（アップル） - 果汁含量30%
- 加牛奶的咖啡（コーヒー - ミルク入り）
- 桃子水（ピーチウォーター）（1992年-）[1]
- プラムウォーター（1992年-1993年）[1]
- グリーンバナナ（1992年-1993年）[1]
- ヨーグルメット - 含乳酸菌饮料（灭菌）
- ブラック - 加糖
- ストレート・ティー

## 其他
長崎県立長崎南高等学校（長崎市）设有贩卖O'FREE饮料的自动贩卖机，在2018年放送的电视动画《来自多彩世界的明天》（色づく世界の明日から）中有出现。